# Bill Rodgers (Politiker)

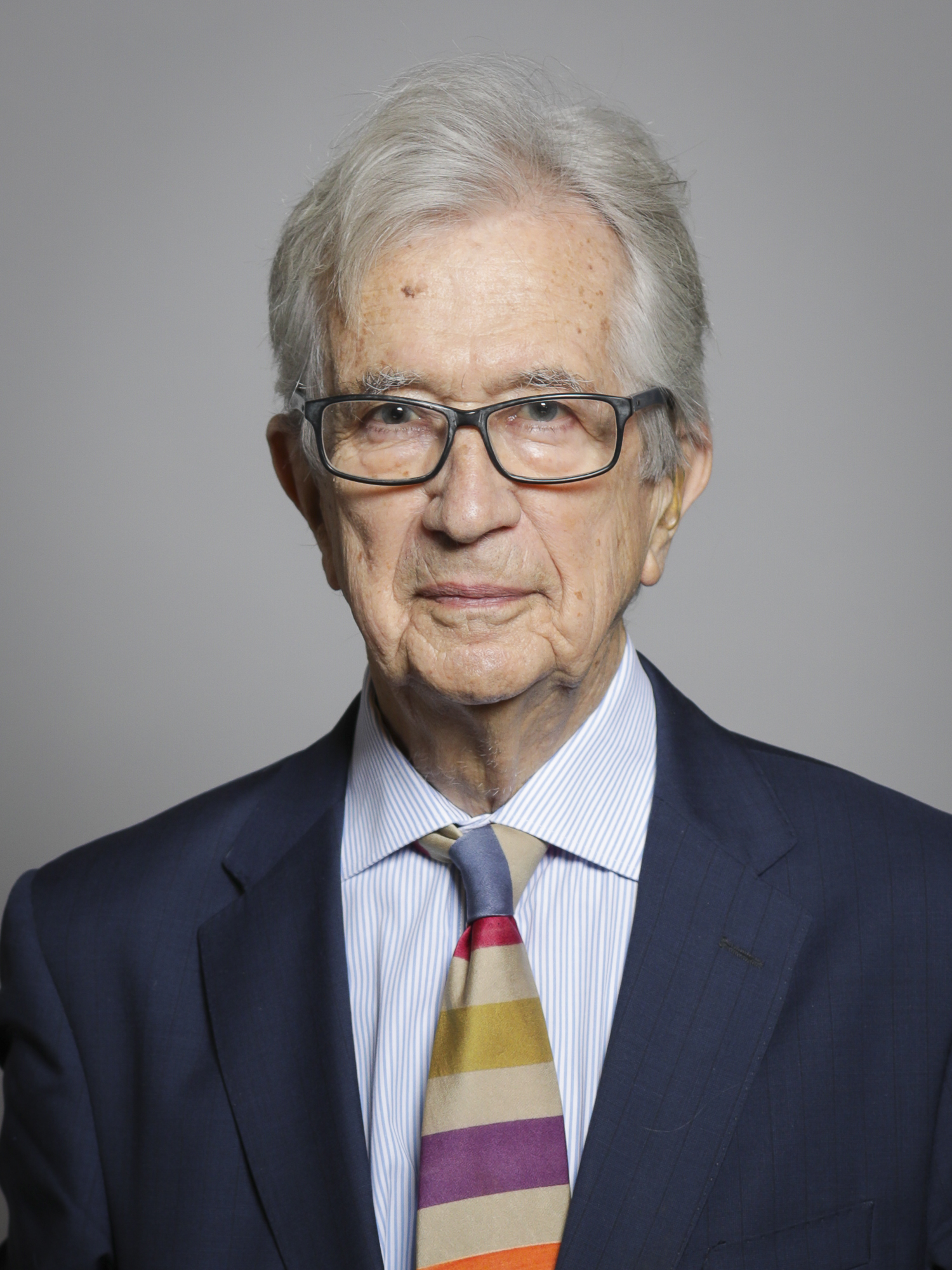
Bill Rodgers, Baron Rodgers of Quarry Bank, 2019

William „Bill“ Thomas Rodgers, Baron Rodgers of Quarry Bank, PC (* 28. Oktober 1928 in Liverpool) ist ein britischer Politiker und Life Peer.

## Biografie
Nach der Schulausbildung studierte er am Magdalen College der University of Oxford und war anschließend von 1953 bis 1960 als Generalsekretär der Fabian Society tätig.
Seine politische Laufbahn begann er 1962, als er bei einer Nachwahl als Kandidat der Labour Party zum Abgeordneten des House of Commons gewählt wurde und dort bis 1983 den Wahlkreis Stockton-on-Tees vertrat. In der Folgezeit übernahm er während der Regierungen der Labour Party in den Jahren 1964 bis 1970 sowie 1974 bis 1976 unter Premierminister Harold Wilson zunächst einige Juniorministerposten.
Im September 1976 ernannte ihn Premierminister James Callaghan schließlich als Nachfolger von John Gilbert zum Verkehrsminister (Secretary of State for Transport). Dieses Amt übte er bis zum Ende von Callaghans Amtszeit am 4. Mai 1979 nach der Wahlniederlage gegen die Conservative Party bei den Unterhauswahlen vom 3. Mai 1979 aus.
Rodgers war ein starker Befürworter der Mitgliedschaft Großbritanniens in den Europäischen Gemeinschaften (EG) und besorgt über den zunehmenden Linkskurs der Labour Party nach der Wahl von Michael Foot zum Parteivorsitzenden (Leader) 1980. 1981 trat er aus der Labour Party aus und gründete zusammen mit den ebenfalls unzufriedenen ehemaligen Labour-Ministern Roy Jenkins, David Owen und Shirley Williams („Gang of Four“) die Social Democratic Party (SDP).
Obwohl er bei den Unterhauswahlen am 9. Juni 1983 eine Wahlniederlage erlitt und sein Mandat im Unterhaus verlor, nahm er weiterhin eine führende Rolle in der Organisation der SDP ein und war deren Stellvertretender Vorsitzender von 1982 bis 1987. In dieser Funktion hatte er maßgeblichen Anteil an der Allianz der SDP mit der Liberal Party, die sich ebenfalls durch das britische Wahlsystem benachteiligt sah. Obwohl er ein überzeugter Befürworter dieser Allianz war, die schließlich 1988 zur Vereinigung der beiden Parteien zu den Liberal Democrats führte, zog er sich 1987 aus dem Parteivorstand zurück.
Im Anschluss war er von 1987 bis 1994 Generaldirektor des Royal Institute of British Architects.
Für seine Verdienste wurde er am 12. Februar 1992 als Life Peer in den Adelsstand erhoben mit dem Titel Baron Rodgers of Quarry Bank, of Kentish Town in the London Borough of Camden, und wurde dadurch auch Mitglied des House of Lords. Im Mai 1997 wurde er als Nachfolger von Roy Jenkins, dem jetzigen Lord Jenkins of Hillhead, Vorsitzender der Liberal Democrats im Oberhaus. Dieses Amt übergab er im Juni 2001 an Shirley Williams, nunmehr Baroness Williams of Crosby.